# Landtagswahl in Nordrhein-Westfalen 1980
- SPD: 106
- CDU: 95

Die Wahl zum Landtag der 9. Wahlperiode von Nordrhein-Westfalen fand am 11. Mai 1980 statt. 1979 war die Zahl der Mandate und der Wahlkreise um jeweils eins auf 201 bzw. 151 erhöht und die Wahlkreiseinteilung stark verändert worden.
Die SPD zog erstmals mit Johannes Rau an der Spitze in den Wahlkampf, der 1978 Heinz Kühn als Ministerpräsident abgelöst hatte. Spitzenkandidat der CDU war zunächst, wie schon 1970 und 1975, Heinrich Köppler, der jedoch während des Wahlkampfs erkrankte und am 20. April, drei Wochen vor der Wahl, starb. Die CDU stellte in der Folge Kurt Biedenkopf auf, den ehemaligen Generalsekretär der Bundes-CDU und Vorsitzenden des CDU-Landesverbandes Westfalen-Lippe. Spitzenkandidatin der FDP war Liselotte Funcke, die im November 1979 nach Querelen in der Partei den damaligen Landesvorsitzenden Horst Ludwig Riemer als Wirtschaftsministerin abgelöst hatte. Landespolitische Themen spielten im Wahlkampf eine geringe Rolle, nachdem die Auseinandersetzung um die Einführung der Kooperativen Schule mit einem Erfolg der CDU geendet hatte: Nachdem ein dagegen gerichtetes, von der CDU unterstütztes Volksbegehren von 29,8 % der Stimmberechtigten getragen worden war, machte der Landtag die Einführung der Kooperativen Schule rückgängig. Die Wahl stand im Zeichen der knapp fünf Monate später stattfindenden Bundestagswahl. Die SPD warb in starkem Maße mit Bundeskanzler Helmut Schmidt, um von dessen Popularität und der Abneigung eines Teils der Wählerschaft gegen Schmidts Gegenkandidaten bei der Bundestagswahl, Franz Josef Strauß, zu profitieren.
Die Landtagswahl brachte der SPD mit 48,4 % der Stimmen erstmals eine absolute Mehrheit der Mandate. Bei der Landtagswahl 1966 hatte sie 49,5 % der Stimmen erreicht, aber keine absolute Mehrheit der Mandate erhalten.
Für die CDU bedeutete die Wahl mit knapp vier Prozentpunkten Verlust eine klare Niederlage. Die FDP lag 1701 Stimmen unter der 5%-Hürde. Die erstmals antretenden Grünen, die acht Wochen zuvor in Baden-Württemberg 5,3 % erreicht hatten, scheiterten mit knapp drei Prozent noch deutlicher an der 5%-Hürde. Zum ersten und bis heute (Stand 2021) einzigen Mal waren nur zwei Parteien im Landtag vertreten.
- Wahlberechtigte: 12.342.282
- Wähler: 9.874.427
- Wahlbeteiligung: 80,00 %
- Gültige Stimmen: 9.818.518

| Partei         | Stimmen absolut | Anteil in % | Wahl- kreisbe- werber | Direkt- man- date | Sitze |
| -------------- | --------------- | ----------- | --------------------- | ----------------- | ----- |
| SPD            | 4.756.103       | 48,44       | 151                   | 94                | 106   |
| CDU            | 4.240.885       | 43,19       | 151                   | 57                | 95    |
| FDP            | 489.225         | 4,98        | 151                   |                   |       |
| GRÜNE          | 291.379         | 2,97        | 151                   |                   |       |
| DKP            | 30.441          | 0,31        | 151                   |                   |       |
| Bürgerpartei   | 5.410           | 0,06        | 22                    |                   |       |
| KBW            | 2.282           | 0,02        | 98                    |                   |       |
| Zentrum        | 1.562           | 0,02        | 11                    |                   |       |
| EAP            | 649             | 0,01        | 23                    |                   |       |
| UNU            | 200             | 0,00        | 7                     |                   |       |
| UAP            | 180             | 0,00        | 6                     |                   |       |
| EFP            | 92              | 0,00        | 3                     |                   |       |
| GPD            | 38              | 0,00        | 1                     |                   |       |
| Einzelbewerber | 72              | 0,00        | 1                     |                   |       |
| Total          | 9.818.518       |             | 927                   | 151               | 201   |

Johannes Rau wurde am 4. Juni 1980 mit 105 Stimmen bei 91 Nein-Stimmen und zwei Enthaltungen erneut zum Ministerpräsidenten des Landes Nordrhein-Westfalen gewählt und am gleichen Tag das übrige, nur aus SPD-Mitgliedern bestehende Kabinett vereidigt. Damit begannen 15 Jahre SPD-Alleinregierung in Nordrhein-Westfalen.
Auf Bundesebene weckte das gute Abschneiden bei der SPD große Erwartungen für die im Oktober des Jahres anstehende Bundestagswahl, die sich jedoch nicht in vollem Umfang erfüllen sollten.

## Quelle
- Bekanntmachung des amtlichen Endergebnisses im Ministerialblatt für das Land Nordrhein-Westfalen vom 19. Juni 1980